# Téra
Téra este o comună rurală din departamentul Téra, regiunea Tillabéri, Niger, cu o populație de 67.996 locuitori (2001).